# 横山勇喜
横山 勇喜（よこやま ゆうき、1852年11月13日（嘉永5年10月2日）- 1897年（明治30年）11月7日）は、明治期の農業経営者、政治家。衆議院議員、秋田県会議長。

## 経歴
出羽国秋田郡東大館町長倉（秋田県北秋田郡大館町を経て現大館市長倉）で、久保田藩士・横山運之助の長男として生まれた。藩校・明徳館で学んだ。 1874年（明治7年）10月、父の死去に伴い家督を相続。農業を営む。
1879年（明治12年）3月、秋田県会議員に選出された。通算6期在任し、1891年（明治24年）4月から4か月間、同議長を務めた。
1894年（明治27年）3月、第3回衆議院議員総選挙（秋田県第2区、立憲革新党）で当選したが、同年9月の第4回総選挙で落選し、衆議院議員に1期在任した。落選後に体調を崩し自宅で療養した。

## 国政選挙歴
- 第1回衆議院議員総選挙（秋田県第2区、1890年7月、自由党）次点落選[5]
- 第2回衆議院議員総選挙（秋田県第3区、1892年2月、自由党）次点落選[5]
- 第3回衆議院議員総選挙（秋田県第2区、1894年3月、立憲革新党）当選[5]
- 第4回衆議院議員総選挙（秋田県第2区、1894年9月、立憲革新党）次点落選[6]

## 親族
- 長男 横山樹成（東京二六新聞社長）[1]
- 二男 横山助成（内務官僚）[1]